# جبل كوسيياسكو
كوسيياسكو وهو جبل يعتبر من أعلى جبال استراليا. ارتفاعه 2228م فوق سطح البحر، وهو أحد جبال الألب في جنوب نيو ساوث ويلز. ويقع في داخل متنزه كوسيياسكو الوطني. وتبلغ مساحة متنزه كوسيياسكو الوطني 5439كم² ويخترق الطريق الرئيسي المتجه إلى جبل كوسيياسكوكوما وجيندباين. ويستطيع قائدو السيارات الوصول إلى قمة الجبل في فصل الصيف. ويقع جبل كوسيياسكو على مسافة 390كم جنوب غربي سيدني.
ويعد هذا الجبل أهم منتجع شتوي لممارسة رياضة التزلج على الجليد في أستراليا. وتوجد به العديد من الفنادق والنُزُل وأماكن إقامة التزلج، والتي تقع على الطريق المتجه من جيندباين والمؤدي إلى قمة جبل كوسيياسكو. ومن أشهر مراكز التزلج على الجليد وادي ويلسون وسميجن هولز وديجرز كريك ووادي بريشر وشارلوت باس. ويستمر موسم التزلج على الجليد من يونيو حتى أكتوبر.
ومن بين مصادر الجذب السياحي في هذه المنطقة في فصل الصيف، صيد سمك الشبوط من الجداول والبحيرات وركوب السيارات بالمناطق الجبلية والنزهات الخلوية، والجولف والسياحة والتجول في الأدغال وركوب أجهزة صعود الجبال ومعارض الزهور البرية وبخاصة في شهر يناير. ومن بين المناظر الخلابة في متنزه كوسيياسكو الوطني كهوف يارنجوبيلي على ضفاف نهر يارنجوبيلي وكهوف كولمان شرقي بارانجاو بيلي ومشروع توليد الكهرباء من المساقط المائية من الجبال المغطاة بالثلوج وبحيرة أيوكومين وثريديو هي منتجع كبير للتزلج على الجليد.
وقد اكتشف الرحالة السير بول إدموند ـ وهو بولندي المولد ـ جبل كوسيياسكو عام 1840م، وقد أطلق عليها اسم البطل البولندي ثاديوس كوسيياسكو. ويعد سترزيلكسي أول من تسلق هذا الجبل إلا أن بعض المـؤرخين يذكرون أنه قام بتسلق الجبل الذي يعرف الآن باسم جبل تاونسند وأطلق على هذا الجبل اسم كوسيياسكيو. وجبل تاونسند يعد أعلى جبل في أستراليا.